# Jake Locker
Jacob Cooper Locker, detto Jake (Ferndale, 15 giugno 1988), è un ex giocatore di football americano statunitense che ha giocato nel ruolo di quarterback per quattro stagioni con i Tennessee Titans della National Football League. Fu scelto come 8º assoluto nel Draft NFL 2011. Al college ha giocato a football a Washington.

## Carriera universitaria
Locker giocò dal 2006 al 2010 coi Washington Huskies, squadra rappresentativa dell'Università di Washington, passando per 7.693 yard totali, con 53 touchdown e 35 intercetti. Un anno prima del Draft 2011, Locker era considerato uno dei migliori prospetti in assoluto tra i quarterback, tanto che il giornalista Adam Schefter riportò una conversazione con un general manager della NFL (rimasto anonimo) in cui tale dirigente descriveva Locker come una versione di Steve Young "più alta, più grossa e destra".
Riconoscimenti vinti
- Vincitore dell'Holiday Bowl (2010)
- Menzione d'onore All-American (2010)[2]
- Menzione d'onore All-Pac 10 (2009)
- Freshman All-American (2007)
- Pac-10 Freshman dell'anno (2007)

## Carriera professionistica

### Tennessee Titans

#### Stagione 2011
Locker fu scelto come ottavo assoluto nel Draft 2011 dai Tennessee Titans. Il 29 luglio 2011, egli firmò un contratto quadriennale del valore di 12 milioni di dollari. I Titans acquisirono però l'ex quarterback dei Seattle Seahawks Matt Hasselbeck, facendone il proprio titolare per la stagione 2011.
Locker vide il suo primo reale tempo di gioco il 20 novembre contro gli Atlanta Falcons, sostituendo l'infortunato Hasselbeck. Nella sconfitta, Locker lanciò per 2 touchdown e 140 yard. Locker terminò la sua stagione da rookie con 4 touchdown passati, nessun intercetto ed un altro TD su corsa con un ottimo passer rating di 99,4, malgrado il poco tempo a disposizione.

#### Stagione 2012
Dopo la fine della stagione 2011, il capo-allenatore Mike Munchak, nella conferenza stampa di chiusura dell'annata precedente, dichiarò che nella stagione 2012 il posto che il posto da quarterback titolare sarebbe stato deciso in base ad una competizione tra i QB della franchigia dando di fatto a Locker la prima possibilità di diventare un titolare nella NFL. Il 20 agosto, all'alba della penultima gara di pre-stagione, Locker fu nominato titolare per la prima gara di stagione regolare.
Il 9 settembre, alla prima partenza da titolare della carriera, completò 23 passaggi su 32 tentativi per 229 yard, un touchdown e il primo intercetto subito in carriera. I Titans persero contro i New England Patriots e Jake dovette lasciare il campo nel quarto periodo a causa di un infortunio alla spalla.
Ristabilitosi dall'infortunio, Locker partì come titolare nella seconda gara della stagione persa nettamente contro i San Diego Chargers in cui completò 15 passaggi su 30 tentativi per 174 yard, un passaggio da touchdown e un intercetto.
Nella settimana 3, i Titans vinsero la prima gara della stagione ai supplementari contro i Detroit Lions: Locker disputò la sua prima grande partita come titolare passando 378 yard e 2 touchdown. Nel turno successivo, Jake si infortunò nuovamente al braccio della prima gara contro i Patriots, uscendo nel primo quarto e non facendo più ritorno in campo.
Locker fece ritorno solo nella settimana 10, infliggendo ai Miami Dolphins la loro peggior sconfitta casalinga dal 1968 con un 37-3. Jake passò 122 yard con 2 touchdown e nessun intercetto subito. Nella settimana 12 i Titans persero con la squadra che in quel momento aveva il peggior record della lega, i Jacksonville Jaguars, con Jake che passò passò 261 yard e un touchdown, subendo due intercetti.
Tennessee scese a un record di 4-8 dopo la sconfitta contro gli Houston Texans in cui Locker passò 309 yard, un touchdown ma subì anche ben tre intercetti. La domenica successiva Locker e la squadra sprecarono un vantaggio di 13 punti finendo per perdere coi Colts con Jake che passò un touchdown e altri due intercetti.

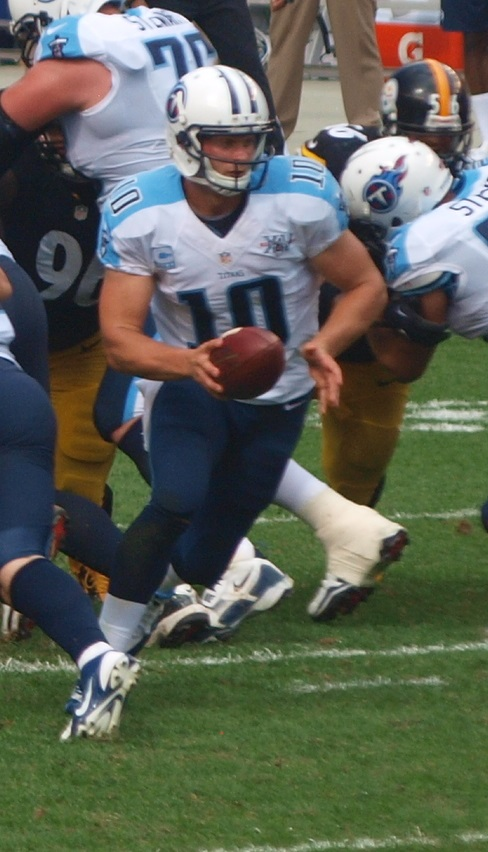
Locker nel debutto della stagione 2013 contro gli Steelers.

Locker guidò i Titans alla quinta vittoria stagionale nella settimana 15 con 149 yard passate e un touchdown segnato su corsa, il primo dell'anno, salvo poi subire una sconfitta nettissima (55-7) la settimana successiva contro i Green Bay Packers in cui lanciò un touchdown e 2 intercetti. L'ultima gara dell'anno fu una vittoria sui Jacksonville Jaguars in cui passò 152 yard. Locker concluse una stagione al di sotto delle aspettative e rallentata dagli infortuni con 2.176 yard passate, 10 passaggi da touchdown e 11 intercetti in 11 presenze.

#### Stagione 2013
I Titans aprirono la stagione battendo in trasferta gli Steelers con Locker che passò 125 yard senza touchdown e intercetti. La settimana successiva persero ai supplementari contro i Texans col quarterback che passò 148 yard e 2 touchdown. Nella settimana 3, Locker trascinò Tennessee alla vittoria in rimonta con un passaggio da touchdown per il rookie Justin Hunter a 15 secondi dal termine della gara, in quella che fu la prima vittoria della franchigia sui San Diego Chargers dal 1992.
Nella settimana 4, Locker passò 3 touchdown nel primo tempo nella vittoria sui New York Jets ma, mentre stava disputando forse la miglior gara della carriera fino a quel momento, nel terzo quarto dovette uscire dal campo ed essere portato in ospedale per un infortunio all'anca subito dopo un colpo di Muhammad Wilkerson, prima, e Quinton Coples, poi. Per questo motivo perse le successive due partite, tornando in campo nella settimana 7 contro i San Francisco 49ers in cui passò 326 yard e 2 touchdown, subendo il primo intercetto stagionale nella sconfitta.
Nella settimana 9 i Titans interruppero una striscia negativa di tre sconfitte consecutive battendo i St. Louis Rams con Locker che terminò la gara con 185 yard passate, un touchdown segnato su corsa e 2 intercetti subiti. La settimana seguente subì un grave infortunio a un piede contro i Jacksonville Jaguars, che lo costrinse a chiudere la stagione.

#### Stagione 2014
Nella partita di debutto del nuovo allenatore Ken Whisenhunt, Locker guidò i Titans alla vittoria in trasferta sui Chiefs passando 266 yard e 2 touchdown. Seguirono due sconfitte contro Cowboys e Bengals in cui subì complessivamente 4 intercetti a fronte di un solo touchdown, prima di essere costretto a saltare la gara della settimana 4 per un infortunio al polso. Tornò titolare nella settimana 5 contro i Browns, completando 8 dei primi 11 passaggi con un touchdown e portando i suoi in vantaggio sul 14-3. Nel finale del primo tempo però, si infortunò a un pollice e fu costretto ad abbandonare la gara, con la sua squadra che sprecò tutto il vantaggio accumulato. Dopo quella gara fu sostituito come titolare dal rookie Zach Mettenberger, non scendendo più in campo fino all'infortunio di questo nel secondo tempo della settimana 12, dove comunque Locker non brillò, subendo due intercetti in poco più di un quarto nella sconfitta coi Texans. Mettemberger continuò a partire come titolare sino alla settimana 14, quando subì un infortunio contro i Giants che pose fine alla sua stagione. Tornato come partente però, lo stesso Locker durò pochi minuti nella sfida contro i Jets, venendo costretto a lasciare il campo per infortunio, non facendovi più ritorno. Il 15 dicembre fu inserito in lista infortunati per il tutto il resto della stagione.
Il 10 marzo 2015, Locker annunciò a sorpresa la sua intenzione di ritirarsi all'età di 26 anni e dopo sole quattro stagioni da professionista.

## Statistiche
Stagione regolare
| Anno   | Squadra | P  | PT | Passaggi | Passaggi | Passaggi | Passaggi | Passaggi | Passaggi | Passaggi | Passaggi | Corse | Corse | Corse | Corse | Fumble | Fumble |
| Anno   | Squadra | P  | PT | Comp     | Tent     | %        | Yard     | Media    | TD       | Int      | Rat      | Tent  | Yard  | Media | TD    | Fum    | Persi  |
| ------ | ------- | -- | -- | -------- | -------- | -------- | -------- | -------- | -------- | -------- | -------- | ----- | ----- | ----- | ----- | ------ | ------ |
| 2011   | TEN     | 5  | 0  | 34       | 66       | 51,5     | 542      | 8,2      | 4        | 0        | 99,4     | 8     | 56    | 7,0   | 1     | 0      | 0      |
| 2012   | TEN     | 11 | 11 | 177      | 314      | 56,4     | 2.176    | 6,9      | 10       | 11       | 74,0     | 41    | 291   | 7,1   | 1     | 4      | 4      |
| 2013   | TEN     | 7  | 7  | 111      | 183      | 60,7     | 1.256    | 6,9      | 8        | 4        | 86,7     | 24    | 155   | 6,5   | 2     | 3      | 1      |
| 2014   | TEN     | 7  | 5  | 86       | 146      | 58,9     | 993      | 6,8      | 5        | 7        | 70,9     | 22    | 142   | 6,5   | 1     | 3      | 1      |
| Totale |         | 30 | 23 | 408      | 709      | 57,5     | 4.967    | 7,0      | 27       | 22       | 79,0     | 95    | 644   | 6,8   | 5     | 10     | 6      |

Legenda:
- Comp = Passaggi completati
- Tent = Passaggi o corse tentati
- % = Percentuale di completamento dei passaggi
- Yard =Yard guadagnate su passaggio o corsa
- Media = Media di yard guadagnate per passaggio o corsa

- TD = Touchdown segnati su passaggio o corsa
- Int = Intercetti subiti
- Rat = Passer rating
- Fum = Fumble totali
- Persi = Fumble persi